# J. Norman
J. Norman (datas desconhecidas) foi um ciclista britânico. Ele defendeu as cores do Reino Unido em duas provas nos Jogos Olímpicos de 1908, em Londres.